# R-7 Racek
Rublič R-7 Racek bylo československé akrobatické letadlo, vytvořené jako poslední práce významného konstruktéra ing. Zdeňka Rubliče (22.1.1902, Dvůr Králové - 27.3.1964, Praha). Byl vyroben jediný prototyp ve Vývojových dílnách Svazarmu v Brně-Medlánkách.

## Vznik a vývoj
Na výzvu Ústředního výboru Svazarmu vypracoval brigádnicky (už jako důchodce) ing. Zdeněk Rublič (konstruktér letounů Mráz Zobor I, M-1 Sokol, M-2 Skaut, M-3 Bonzo, L-40 Meta Sokol a společně s ing. Janem Vlčkem a Karlem Tomášem L-29 Delfín) v roce 1961 projekt R-7 Racek s cílem poskytnout aeroklubům jednoduché, snadno udržovatelné akrobatické letadlo. Byla úvaha, že letoun bude zařazen mezi letouny vyslané Československem na III. mistrovství světa v letecké akrobacii, které se konalo v roce 1964 ve Španělsku. Projekt byl přijat a Svazarm chtěl získat rychle alespoň jeden prototyp, který měl být tajným trumfem československých akrobatických reprezentantů na mistrovství světa. Stavba prototypu proběhla ve Vývojovém plachtařském středisku v Medlánkách u Brna.
27. března 1963 však ing. Rublič náhle zemřel, ještě než byl prototyp postaven. V práci na letounu pokračoval ing. Jiří Hlávka. Letoun byl sice zalétán v dubnu 1964, ale letový zkušební program se prodlužoval a nutné technické úpravy, které bylo nutno provést, probíhaly velmi pomalu. Racek R-7 nejenže nebyl použit k účasti na zmíněném mistrovství světa, ale projekt postupně zanikl. Přitom se jednalo o letoun, který mohl nahradit stávající řadu Trenérů, ale jeho vlastnosti navíc více méně odpovídaly akrobatickému speciálu Zlin Z-50M z osmdesátých let 20. století.

## Popis letounu
Jednalo se o lehký celodřevěný akrobatický speciál. Byl osazen invertním šestiválcovým motorem Walter Minor 6-III o jmenovitém výkonu 160 k (118 kW) při 2500 ot./min, který poháněl kovovou dvoulistou vrtuli V 500 o průměru 1900 mm. Motor se však stal zdrojem problémů. Nejednalo se o nový motor, ale o kousek, který už měl leccos za sebou a zdaleka nedosahoval nominálního výkonu. Přitom v té době byl již k dispozici nový motor ing. Bohuslava Šimůnka Walter M-337 o jmenovitém výkonu 170 k/125 kW, s vypínatelným kompresorem a s přímým vstřikováním paliva a nebo později ještě modernější Walter M-137.
Byl koncipován jako lehký, obratný samonosný dolnoplošník malých rozměrů ale s vysokými měrnými výkony. Kostra letounu byla ze dřeva, křídlo bylo potaženo překližkou a plátěný potah byl na trupu a na řídících plochách. Překližkový potah byl nastříkán šedou základní barvou a kryt motoru z duralového plechu zelenou barvou. Pohyblivé plochy (křidélka a kormidlo) zůstaly v barvě prolakového plátna. Kryt kabiny byl jednodílný a odklápěl se do strany vpravo. Podvozek pevný odpružený ostruhového typu. Vrtule Avia V-500 dvoulistá kovová s konstantními otáčkami.

## Použití
Zpočátku byl letoun ve VZLÚ a v aeroklubu v Letňanech, po zkouškách byl pak přesunut na Slovensko. Veřejnosti byl předveden v 60. letech na leteckém dnu na Točné, ještě s prototypovou imatrikulací OK-80. Po ukončení zkoušek pak nějaký čas létal v aeroklubu v Martině na Slovensku, ale převážně jako vlečný stroj. Letoun byl imatrikulován 16. dubna 1968, odkdy létal s imatrikulací OK-TZA. Z leteckého rejstříku byl vymazán 24. června 1974.
S letounem R-7 Racek byla zaznamená i jedna letecká nehoda. Pilot Daniel Polonec měl dne 19. února 1972 vykonat navigační let na trase: Martin - Oravský Podzámok - Liptovský Hrádok - Turčianske Teplice - Martin. Letoun R-7 Racek s imatrikulací OK-TZA vystoupal po startu do výšky 1 500 m. Před příletem k Liptovskému Mikuláši pilot přepnul na přečerpání z pomocných nádrží do hlavní nádrže. V krátké době motor začal vynechávat a pak se zcela vysadil. Pilot se rozhodl najít vhodné místo pro vynucené přistání. To našel asi 3 km západně od Liptovského Mikuláše a bezpečně na zvoleném místě přistál. Příčinou vysazení motoru byla, jak bylo později komisí ASSR (Aeroklub Slovenské socialistické republiky) zjištěno, zlomená gumová hadice od nádrží k palivovému potrubí. Letadlu byla odmontována křídla a bez závad bylo převezeno do Ružomberka.
Nakonec se R-7 Racek měl stát exponátem leteckého muzea ve Kbelích a měl být v Moravanu Otrokovice opraven do výstavní podoby. Ještě ale ani nebyl oficiálně zaveden úředně do sbírek muzea, a už při opravě zcela shořel.

## Uživatelé
- Československo
  - Svazarm (Aerokluby)

## Specifikace
Data pro Racek R-7 podle

### Technické údaje
- Posádka: 1
- Rozpětí: 7,65 m
- Délka: 6,70 m
- Výška: 1,90 m
- Nosná plocha: 9,00 m2
- Plošné zatížení: 73,5 kg/m2
- Hmotnost prázdného letounu: 510 kg
- Vzletová hmotnost: 660 kg
- Pohonná jednotka: 1× pístový, vzduchem chlazený, řadový invertní šestiválcový motor Walter Minor 6-III
  - nominální, jmenovitý výkon: 160 k (118 kW) při 2500 ot/min
  - cestovní výkon: 120 k (88 kW) při 2300 ot/min
- Vrtule: dvoulistá kovová Avia V-500 o průměru 1,9 m

### Výkony
- Maximální rychlost: 310 km/h
- Cestovní rychlost: 260 km/h
- Minimální rychlost: 125 km/h
- Dostup: 8 000 m
- Stoupavost: 11 m/s
- Dolet: 250 km